# 張麟德
張麟德，中華民國前空軍中將、總統府第3局局長、空軍官校校長。遼寧撫順人。

## 生平
1916年生.先後於空軍軍官學校11期、空軍戰術協同作戰訓練高級班深造，後來在中國抗日戰爭中先後參與中原、豫西戰役、徐蚌會戰、淞滬會戰暨重慶保衛戰等，為國軍執行轟炸、空中偵察、空中運輸等任務。内戰時為101空運中隊分隊長，負責率領9架美製C-46運輸機從上海江灣機場載54,000磅黃金到臺灣的任務。來臺後，歷任空軍松山基地指揮部指揮官、空軍軍官學校校長暨總統府第三局局長等職。生平共獲授三十四座勳獎章殊譽。辭世後獲總統蔡英文於2017年4月18日頒發褒揚令。